# フランク・バウチャー (アイスホッケー指導者)
フランク・バウチャー（Frank Boucher、1917年頃 - 2003年12月4日）は、カナダのアイスホッケー指導者。1948年のオリンピックにカナダ代表として出場したオタワRCAFフライヤーズのヘッドコーチを務め、金メダルを獲得した。この功績により、1948年のオタワRCAFフライヤーズはカナダ軍が2001年に選定した「20世紀の偉大な軍隊アスリート」に選ばれた。
バウチャーはジョージズ・バウチャーの息子として誕生。叔父にはフランク・バウチャーがいる。両名ともホッケーの殿堂入りをしている。
彼は2003年12月4日にオンタリオ州オズグッドにて肺炎のため死去した。